# Saint-Lubin-en-Vergonnois
Saint-Lubin-en-Vergonnois is een gemeente in het Franse departement Loir-et-Cher (regio Centre-Val de Loire) en telt 743 inwoners (1999). De plaats maakt deel uit van het arrondissement Blois.

## Geografie
De oppervlakte van Saint-Lubin-en-Vergonnois bedraagt 17,1 km², de bevolkingsdichtheid is 43,5 inwoners per km².
De onderstaande kaart toont de ligging van Saint-Lubin-en-Vergonnois met de belangrijkste infrastructuur en aangrenzende gemeenten.

## Demografie
Onderstaande figuur toont het verloop van het inwonertal (bron: INSEE-tellingen).